# José Sacramento León
José Sacramento León Rivero (Las Tunas, Cuba, 1848 - La Habana, 1884), conocido como Payito, fue un líder independentista cubano durante la Guerra de los Diez Años. Nació en 1848, en la ciudad de Las Tunas, Cuba.

## Orígenes y primeros años
Fueron don Lucas León y doña Rosario Rivero, quienes tenían una posición económica desahogada.
Payito, como todos le decían cariñosamente, cursó la educación primaria en su villa natal y fue su sueño siempre el oficio de la carpintería, inclinación que no era bien vista por sus progenitores quienes deseaban para el hijo una carrera de mayor alcurnia, pero el joven, rebelde desde muchacho, lo aprendió y ejerció con profundo amor.
Con las energías de sus 20 años e inconforme con el régimen imperante, al estallar la Guerra del 68, cambió los instrumentos de labor y empuñó el machete para luchar por la independencia de Cuba.

## Guerra de los Diez Años
En el campamento Hormiguero, se incorporó a Vicente García González y por sus dotes el general tunero lo incorporó a su escolta en la que rápidamente ganó un escaño como oficial.
Cuando el asalto a la ciudad el 13 de octubre de 1868, el papel de Payito se hizo sentir, así como en los combates sucesivos que se desarrollaron contra los españoles. Estuvo en las más riesgosas operaciones militares y pronto afloraron en él las cualidades del guerrero sin par, dotes que no fueron desapercibidas por Vicente García. 
En el combate de Becerra el 7 de junio de 1869, demostró sus condiciones militares, al igual que en la de Río Abajo y La Zanja. Su machete y su fusil aportaron resonantes victorias en Río Blanco y Santa Rita y su astucia se evidenció en el asalto a la ciudad tunera en 1869.
En 1872 ya era un militar de experiencia y había merecido los grados de capitán.

## Indisciplinas militares
En 1874, se produjo una insubordinación de Payito León en contra de Calixto García.
Vicente García que desempeñaba la Cartera de la Guerra en el gobierno de Salvador Cisneros Betancourt, pidió para cumplir la orden que se le había dado de hacer entrar en razones a las fuerzas de Las Tunas la autoridad necesaria y las fuerzas, cuestión que le hes denegada.
En carta a Payito, Vicente García le comunicaba:

"...Si aun me consideran ustedes como el hombre patriota, como el padre que siempre se ha interesado en su felicidad, sigan mis consejos encaminados a su bien y el de nuestra querida Cuba: abandonen el camino de la perdición a que se han lanzado y no den por más tiempo el espectáculo triste de permanecer alejados de sus compañeros, mientras que estos combaten a los enemigos de la patria..."

## El razonamiento fue una cualidad que abrazó a este patriota
El 5 de mayo, se presentó Payito León al Gobierno con 50 hombres de Las Tunas explicando que causas ajenas a su voluntad le habían impedido presentarse, manifestando no haberse separado nunca de la obediencia y respeto al Gobierno.Payito fue sometido a Consejo de Guerra y éste lo absolvió, exonerándolo de sus responsabilidades en los cargos que se le hacían por insubordinación y volvió a su puesto junto al mayor general Vicente García, quien ostentaba la jefatura de Oriente ante la caída de Calixto García en manos españolas.

## Acciones combativas
El 29 de septiembre de 1874, el teniente coronel León, recibió órdenes de Vicente García de extraer ganado de los depósitos del enemigo en Las Tunas, acción que desarrolló con 20 jinetes escogidos. Capturó 23 vacunos y tres mulos, no obstante recibió una grave herida en la ingle en la refriega contra el enemigo.
El 23 de septiembre de 1876, participó en el asalto y toma de Las Tunas, dirigido por el mayor general Vicente García, acción en la que se destacó al tomar por asalto y tras ruidoso combate el Fuerte principal de la Plaza de Armas. Mantuvo la posición después de tomarla y trasladó todos los efectivos militares obtenidos a la columna de reserva tal y como estaba previsto.
El 7 de julio de 1877, sostuvo un intenso combate contra los españoles en Las Mercedes, en el cual cayó heroicamente el capitán Charles Philibert Peissot, Aristipo, para la inteligencia militar mambisa hasta septiembre de 1876.

## Protesta de Baraguá
Cuando la Protesta de Baraguá, junto a Vicente García, forma parte de los hombres de la dignidad, que en un intento supremo por salvar la Revolución, se colocaron al lado de Antonio Maceo para continuar la lucha por la independencia de Cuba.

## Exilio
El 7 de junio de 1878 a bordo del vapor Guadalquivir se fue a Venezuela al lado de su jefe para desde allí continuar la lucha por la redención cubana. El coronel Payito León por sus destacadas acciones militares debió ser ascendido a brigadier a finales de mayo de 1878 y con este grado pasó al exilio, pues el general Modesto Fonseca en su Diario anotó el 12 de julio del referido año:

"...El general Payito, Sardá y yo con cuatro sirvientes salimos de la Guaira -en coches- a las cuatro de la tarde, pernoctando en Guaracarumbo, mitad de la distancia de Caracas (23)."

En el exilio le fue seguido un riguroso proceso secreto por la inteligencia militar española debido a su participación en la preparación de la nueva contienda.
El 21 de febrero, el Vice-Consulado de San Thomas, en comunicación al Capitán General de la isla de Cuba le rendía cuentas de su disposición para deportar a la península a Sacramento León, lo cual fue comunicado a Puerto Príncipe para que Payito fuese detenido.

## Enfermedad y muerte
Todavía abiertas las heridas sufridas en la guerra de Cuba, y especialmente la sufrida en 1874, cuando fue comisionado por Vicente García para extraer ganado al enemigo, sufría en su corazón la tristeza de no poder ver libre a s patria y en 1884, burlando la inteligencia española retornó a La Habana, estableciéndose en la barriada Puentes Grandes donde murió el 28 de marzo de 1884, a consecuencia de los avatares sufridos en la larga contienda de la Guerra Grande, cuando sólo contaba 36 años.